# Imgrade
Imgrade  (in arabo امكراد‎?) è un centro abitato e comune rurale del Marocco situato nella provincia di Essaouira, regione di Marrakech-Safi. Conta una popolazione di 6 486 abitanti (censimento 2014).